# Silence the Whisperers
«Silencio a Los Susurradores» —título original en inglés: «Silence The Whisperers»— es el cuarto episodio de la décima temporada de la serie de televisión de terror The Walking Dead. Se transmitió en AMC en Estados Unidos el 27 de octubre de 2019 y en España e Hispanoamérica al día siguiente fue emitido por la cadena televisiva FOX. El episodio fue escrito por Geraldine Inoa y dirigido por Michael Cudlitz, quien por segunda vez dirige un episodio.

## Argumento
En Hilltop, un árbol cae a través de la línea de la cerca y cae en un granero, atrapando a las personas dentro mientras los caminantes comienzan a invadir a través del espacio abierto. La gente de Hilltop se reúne para contener la brecha hasta que pueda repararse. Connie, Alden y Earl sospechan que Alpha y los Susurradores habían derribado el árbol, y Alexandria está alerta de la situación. Michonne se va con Judith y un pequeño grupo para ayudar. Sin embargo, cuando se corre la voz en Alexandria de que se cree que el incidente fue causado por los Susurradores, Lydia se encuentra atormentada y acosada por Gage, Alfred y Margo, acusándola de los hechos de los otros Susurradores. Lydia se escapa para esconderse, solo para ser encontrada por Negan quien la ayuda a consolarla y le sugiere que tome represalias contra los acosadores. Daryl atrapa a Negan hablando con Lydia y le advierte que debe mantenerse alejado de ella ya que Michonne está preocupada de que la influencia de Negan pueda hacer que Lydia actúe irracionalmente; necesitan proteger a Lydia ya que se cree que ella es lo que impide que Alpha desate una horda de caminantes contra ellos. Poco después Daryl observa una escritura diciendo "Silence the Whisperers" —en español "Silencio a Los Susurradores"— en su casa.
En el camino a Hilltop, Michonne ve a Ezekiel solo y hace que el grupo continúe mientras ella habla con él. Ella encuentra que Ezekiel se ha vuelto suicida, ya que perdió su Reino, a Henry y a Carol. Michonne ayuda a calmarlo al borde del salto y él le agradece con un breve beso, antes de que los dos se reúnan con los demás. El grupo pronto llega a Hilltop y ayuda a hacer retroceder a los caminantes invasores el tiempo suficiente para que se realicen las reparaciones de la cerca.
Esa noche en Alexandria, Gage, Alfred y Margo arrinconan y atacan a Lydia. Negan llega para tratar de terminar la pelea, pero inadvertidamente la empuja a Margo demasiado fuerte y la estrella contra la pared y le rompe el cráneo en el proceso, matándola en el acto. Cuando Daryl descubre esto, Lydia intenta afirmar que Negan la estaba ayudando y no tenía la intención de matar a Margo. Daryl encierra a Negan en su celda y somete a votación el destino de Negan ante el consejo de Alexandría. Gabriel va a informar a Negan del voto pero encuentra la celda vacía; Lydia afirma que ella le permitió escapar, pero Daryl había visto a Negan toda la noche y sabe que esto era una mentira. Lydia se encierra, sabiendo que no encaja con su grupo.
De vuelta en Hilltop, cuando comienzan las reparaciones adecuadas en la cerca, hay informes de un Susurrador cerca de Oceanside. Michonne se dirige allí con Judith y Luke, pero Eugene se niega a ir y en su lugar ofrece quedarse para ayudar con las reparaciones. Otras paredes en Alexandría muestra más grafitis en sus edificios, exigiendo "Silencio a Los Susurradores".

## Producción

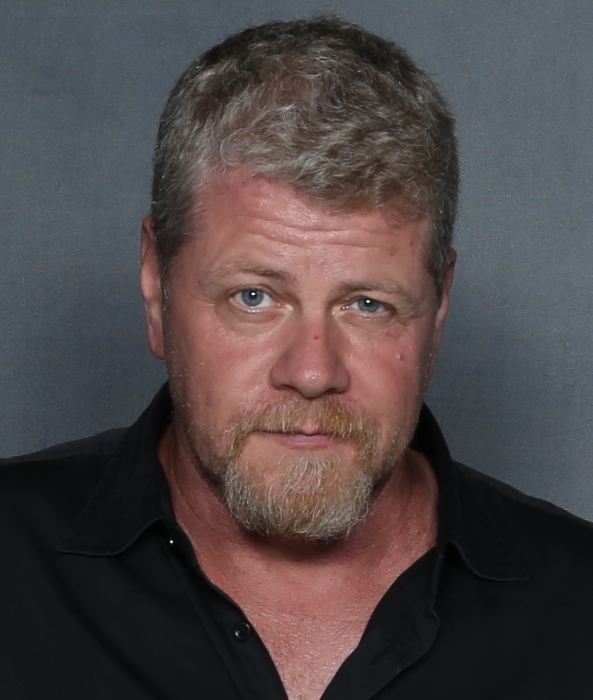
Michael Cudlitz, quien interpretó a Abraham Ford, dirigió el episodio.

El episodio fue dirigido por Michael Cudlitz, quien interpretó a Abraham Ford en la serie. Este es el segundo episodio que Cudlitz dirigió para The Walking Dead, anteriormente dirigió el episodio de la novena temporada " Stradivarius".

## Recepción

### Recepción crítica
"Silence the Whisperers" recibió elogios de la crítica. En Rotten Tomatoes, el episodio tiene una calificación de aprobación del 100% con un puntaje promedio de 7.13 de 10, basado en 15 revisiones. El consenso crítico del sitio dice: "'Silence the Whisperers' ofrece un enfoque meditativo sobre el desarrollo de algunos personajes menores, todo mientras continúa el convincente impulso narrativo de esta temporada".

### Calificaciones
"Silence the Whisperers" recibió una audiencia total de 3.31 millones. Fue el programa de cable mejor calificado de la noche, sin embargo, disminuyó la audiencia de la semana anterior.